# Kolding BK (piłka nożna kobiet)
Kolding BK – duński klub piłki nożnej kobiet, mający siedzibę w mieście Kolding, na południu kraju. Od sezonu 2008/09 do 2021/22 występował w rozgrywkach Kvindeligaen.

## Historia
Chronologia nazw:
- 1971: Kolding BK
- 1996: klub rozwiązano – po fuzji z Kolding IF
- 2005: Kolding FCQ – po fuzji z Kolding IF i Nørre Bjært Strandhuse IF
- 2007: Kolding BK – po wyjściu z fuzji z Kolding IF
- 2009: KoldingQ – po fuzji z Nr. Bjært Strandhuse IF
- 10.2021: klub rozwiązano – po fuzji z Kolding IF

Kobieca drużyna piłkarska Kolding BK została założona w Kolding w 1971 roku, chociaż klub macierzysty powstał znacznie wcześniej, 21 lipca 1919 roku.
W sezonie 1975 kobieca drużyna startowała w rozgrywkach Danmarksturneringen i damefodbold, a w 1977 przegrała w finale mistrzostw, zdobywając srebrne medale. W połowie 1996 roku kobieca sekcja klubu została zamknięta po fuzji z Kolding IF, a drużyna starszych kobiet kontynuowała występy w 1. division już pod sztandarem Kolding IF. W 2005 roku kobiece sekcje piłki nożnej klubów Kolding BK, Kolding IF i Nørre Bjært Strandhuse IF dołączyła do klubu Kolding FC, który powstał w 2002 roku w wyniku fuzji męskich oddziałów wymienionych klubów. Po dwóch sezonach współpracy i występach w barwach Kolding FCQ, w 2007 roku Kolding IF wycofał się z fuzji. W sezonie 2007/08 drużyna Kolding BK samodzielnie rozpoczęła występy w rozgrywkach 1. division. Po wygraniu pierwszej dywizji klub w sezonie 2008/09 awansował do Elitedivisionen. W sierpniu 2009 roku KoldingQ, który powstał w wyniku fuzji z Nr. Bjært Strandhuse IF, objął pierwszą seniorską drużynę kobiet Kolding BK i zastąpił klub w Elitedivisionen. W 2018 klub dotarł do finału Pucharu Danii. W sezonach 2014/15, 2015/16 i 2017/18 zdobył brązowe medale mistrzostw.
We wrześniu 2021 roku ogłoszono, że KoldingQ połączy się i stanie się częścią Kolding IF, co nastąpiło pod koniec października 2021 roku – pierwszy mecz pod szyldem Kolding IF Women rozegrano 1 listopada 2021 roku.

## Barwy klubowe, strój, herb, hymn
|  |  |

Klub ma barwy niebiesko-białe. Piłkarki domowe spotkania zazwyczaj grają w niebieskich koszulkach, niebieskich spodenkach oraz niebieskich getrach.

## Sukcesy

### Trofea międzynarodowe
Klub nigdy nie zakwalifikował się do rozgrywek europejskich.

### Trofea krajowe
| \| \| Zdobyte trofea w rozgrywkach Danii (stan na: 31-05-2023) \| |                                                          |      |                           |
| Rozgrywki                                                         | Osiągnięcie                                              | Razy | Sezon(y)                  |
| Mistrzostwo                                                       | I miejsce                                                | 0    |                           |
| Mistrzostwo                                                       | II miejsce                                               | 1    | 1977                      |
| Mistrzostwo                                                       | III miejsce                                              | 3    | 2014/15, 2015/16, 2017/18 |
| Puchar                                                            | zdobywca                                                 | 0    |                           |
| Puchar                                                            | finalista                                                | 1    | 2017/18                   |
| II liga                                                           | I miejsce                                                | 1    | 2007/08                   |
| II liga                                                           | II miejsce                                               | 0    |                           |
| II liga                                                           | III miejsce                                              | 0    |                           |
| Dania                                                             | Zdobyte trofea w rozgrywkach Danii (stan na: 31-05-2023) |      |                           |

## Poszczególne sezony

### Rozgrywki międzynarodowe

#### Europejskie puchary
Nie uczestniczył w rozgrywkach europejskich.

### Rozgrywki krajowe
| \| Dania \| Bilans występów klubu w rozgrywkach piłkarskich Danii (Stan na 31 maja 2023 r.) \| \| |                                                                                 |        |       |   |   |   |    |    |     |                      |        |        |      |
| Poziom                                                                                            | Rozgrywki                                                                       | Sezony | Mecze | Z | R | P | B+ | B– | Pkt | Lata                 | Awanse | Spadki | Naj. |
| I                                                                                                 | Kvindeligaen                                                                    | 29     |       |   |   |   |    |    |     | 1975–19??, 2008–2021 | 0      | 1      | 2    |
| II                                                                                                | 1. Division                                                                     | 5+     |       |   |   |   |    |    |     | 19??–1996, 2007/08   | 1      | 0      | 1    |
| III                                                                                               | 2. Division                                                                     | 0      |       |   |   |   |    |    |     |                      | 0      | 0      |      |
|                                                                                                   | Puchar Danii                                                                    | 16     |       |   |   |   |    |    |     | od 2007/08           | 0      | 0      | 2    |
| Dania                                                                                             | Bilans występów klubu w rozgrywkach piłkarskich Danii (Stan na 31 maja 2023 r.) |        |       |   |   |   |    |    |     |                      |        |        |      |

## Trenerzy
- 201?–30.06.2013:  Mads Damgaard
- 01.07.2013–30.06.2016:  Lene Terp
- 01.07.2016–30.06.2018:  Mads Damgaard
- 01.07.2017–31.12.2019:  Peter Pedersen
- 01.01.2020–06.2022:  Anders Jensen

## Struktura klubu

### Stadion
Drużyna rozgrywała swoje mecze domowe na boisku Fynske Bank Arena w Kolding, który może pomieścić 2.500 widzów.

## Kibice i rywalizacja z innymi klubami

### Derby
- Kolding IF